# 酒井明

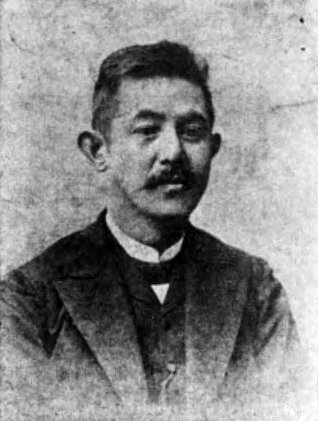
酒井明

酒井 明（さかい めい / あきら、1851年6月25日（嘉永4年5月26日） - 1907年（明治40年）3月10日）は、日本の内務官僚、実業家。尾張国（現愛知県）出身。

## 経歴
尾張藩士・酒井宮橘の息子として生まれる。明治元年（1868年）に明倫堂の訓導に就任。明治5年（1872年）、滋賀県十五等出仕となる。その後、内務権参事などを経て、1880年（明治13年）3月、徳島県大書記官に発令され、同年12月、徳島県令に就任。1886年（明治19年）7月に徳島県知事に就任し1889年（明治22年）12月まで務めた。1892年（明治25年）12月25日、非職満期となり退官した。
退官後は第四十銀行副頭取や日本鉄道会社理事などを歴任した他、旧藩主である尾張徳川家の相談役を務めた。

## 栄典・授章・授賞
位階
- 1886年（明治19年）11月16日 - 正五位[3]
- 1893年（明治26年）2月28日 - 従四位[4]

勲章等
- 1885年（明治18年）11月19日 - 勲六等単光旭日章[5]
- 1889年（明治22年）11月29日 - 大日本帝国憲法発布記念章[6]